# Magyar kerámiaművészet

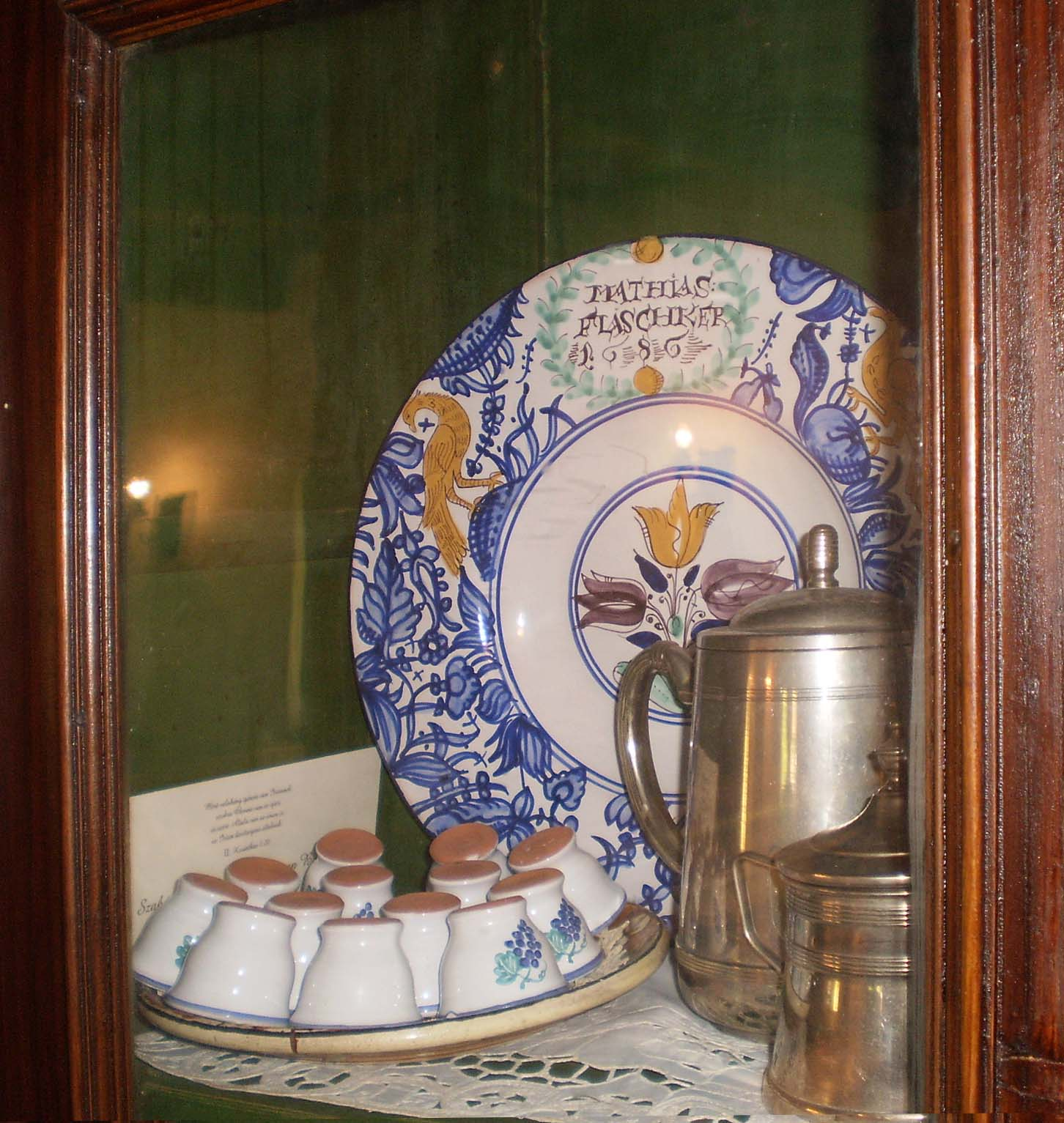
1612-ben készült fedeles habán korsó (Vancouver, Antropológiai Múzeum)

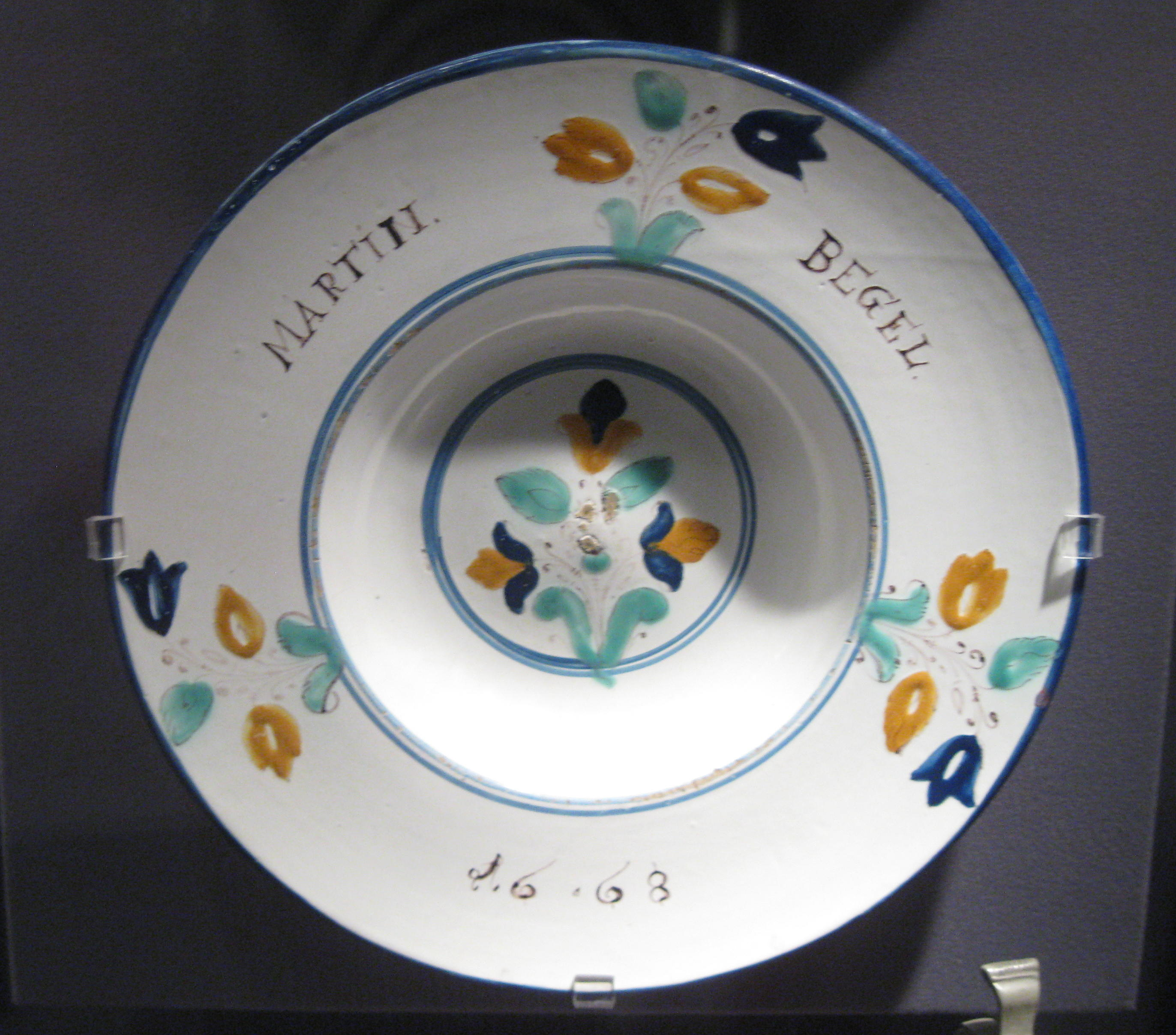
1668-ban, a Felvidéken készült habán tányér (Vancouver, Antropológiai Múzeum)

Az európai kerámia-kézműiparban már a feudalizmus idején megindult a szériakészítés, ténylegesen azonban csak az ipari forradalom korában vált uralkodóvá, s fokozatosan kőedényekkel és porcelánnal cserélődnek ki a fazekasáruk. A folyamattal egyidejűleg azonban kialakul a nosztalgia az egyedi előállítású, díszes kivitelű cserép- és fajansztárgyak iránt. Ekkor éled fel Európa-szerte – így hazánkban is - az egyéni keramikusság.

## A habán kerámia
A hutteriták (habánok) Magyarországon letelepült közösségei a 16. század végétől foglalkoztak fehér, ónmázas edények gyártásával; a fajansz készítéséhez Európa e tájékán akkoriban egyedül ők értettek. Ezt az ismeretet gyaníthatóan a Faenzából 1577 után a Kárpát-medencébe menekült anabaptista „eretnek” mesterek hozhatták magukkal. A magyar népi kerámiát nemcsak újszerű formáikkal és díszítményeikkel gazdagították, de technikai újdonságaikkal is.

## A magyar keramikusságról
Mivel hazánkban az egyéni keramikussággal kezdetben foglalkozók részben maguk is szobrászok, vagy szobrászjelöltek voltak, érthető, hogy a keramikusság állandóan visszatérő kérdése a kerámia anyagszerűsége, a fazekas és a szobrászi megoldások, módszerek eltérősége volt. Emellett az évszázadok folyamán a népművészet különböző ágai között olyan szoros, elszakíthatatlan kapcsolat alakult ki hogy az egyik díszítőelemeit a másik is használhatta. (Erre rásegítő hatást gyakoroltak a századforduló művészeti irányzatai is, a szecessziótól a Bauhausig.) Ily módon a keramikusság fejlesztésénél nem csupán a fazekasság hagyományait vették tekintetbe, hanem népművészetünk egészét.

## Ma Magyarországon
Kerámiaművészetből 1964-ben indult el Gmundenben a nemzetközi szimpozionmozgalom. 1969-ben volt az első szimpozion Siklóson. 1968-ban megrendezték az I. Országos Kerámia Biennálét Pécsett. Az 1970-es évektől, a Kecskeméti Kerámia Stúdió jelentette a nemzetközi kerámiaművészet élvonalának jelenlétét a magyar művészek számára. A Nemzetközi Kerámia Stúdió fontos színhelye a mai magyar kerámiaművészetnek. Az eredményekről rangos kiállítások tanúskodnak (Iparművészeti Múzeum (1995), Vigadó Galéria (1998), Kerámia Fesztivál). 1999-ben jelentős kiállítást rendezett az Iparművészeti Múzeum, mely az 1968 körüli termékeket ölelte fel. 2000-ben a Gödöllői Királyi Kastélyban 5 kontinens kerámiaművészetéből tartottak bemutatót.
Kerámiaművészetet a Képző- és Iparművészeti Szakközépiskolában és Moholy-Nagy Művészeti Egyetemen lehet tanulni.

## Fő művészeti elvei
Mivel az egyéni keramikusság nemcsak edények előállításával foglalkozott, hanem plasztikai feladatokra is vállalkozott, szívesen nyúlt a hagyományokhoz, de nem elégedett meg a fazekasság által megőrzött gyakorlattal, stílussal. A 20. század második felében Kovács Margit és Gádor István volt e törekvések legkövetkezetesebb képviselője.
A másik művészeti elvet - amely a szűkebb hagyományt, a fazekasságot tekintette követendőnek, Gorka Géza és az új generáció, többek közt Papp János, Balczó Edith, Kumposzt Éva képviselték. Németh János is ehhez a csoporthoz tartozik, azonban nála a hagyományokhoz való kötődés az előbbieknél  bonyolultabb, komplexebb.